# Colegiata de Santa María (Talavera de la Reina)
La antigua colegiata de Santa María, llamada "La Mayor", es una iglesia de culto católico en la ciudad española de Talavera de la Reina, en la provincia de Toledo. Se construyó entre los siglos XIV y XV en estilo gótico-mudéjar. Su aspecto actual data esencialmente de los siglos XV y XVIII. 
El templo, que fue colegiata hasta 1851, tiene el estatus de Bien de Interés Cultural. La iglesia alberga importantes muestras de cerámica de Talavera. 

## Origen

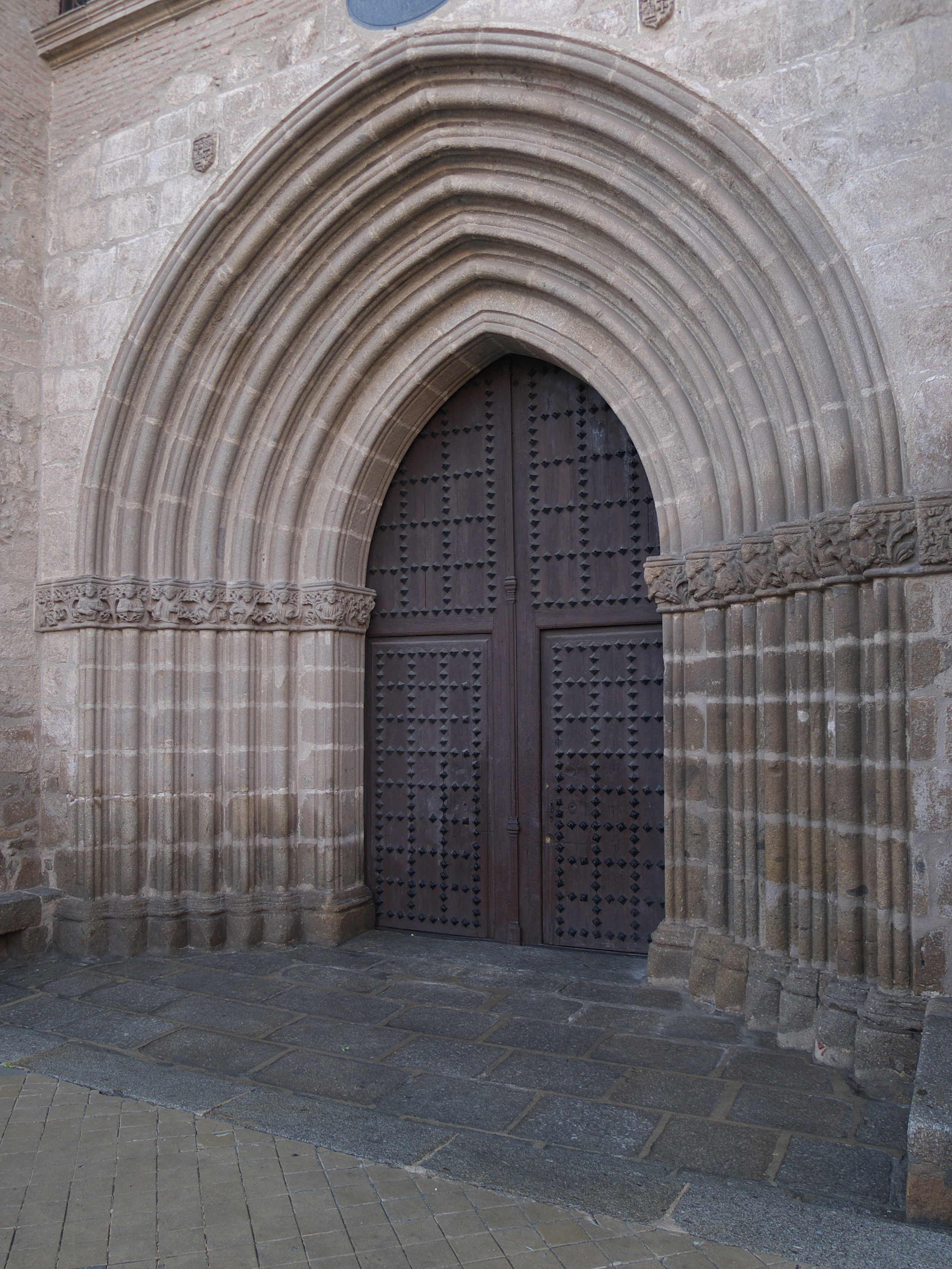
Portada

Su origen parece remontarse a la época romana, como templo situado en el foro de la ciudad de Caesarobriga, posiblemende dedicado a Júpiter. En la época visigoda, pudo estar en ella la sede del obispado Aquense-Eborense. Este templo rectangular con la orientación tradicional de la cabecera hacia naciente, está situado dentro del primer recinto murado de la ciudad.
Las primeras noticias de la existencia del edificio actual datan del siglo XII. En un documento de 1204 se mencionan sus prerrogativas, por ser la iglesia más antigua, como punto de partida de procesiones. El historiador Francisco de Soto dice: «La iglesia de Santa María, que hoy es insigne colegial de esta antiquísima villa, fue catedral desde que el Apóstol Santiago predicó en ella, dejando a uno de sus discípulos llamado Pedro como su primer obispo, le fueron sucediendo otros cuarenta y dos obispos hasta llegar el año 1085 que fue en el que el rey D. Alonso el sexto ganó a los moros esta villa; y en esta ocasión perdió esta iglesia al ser catedral».

## Exterior

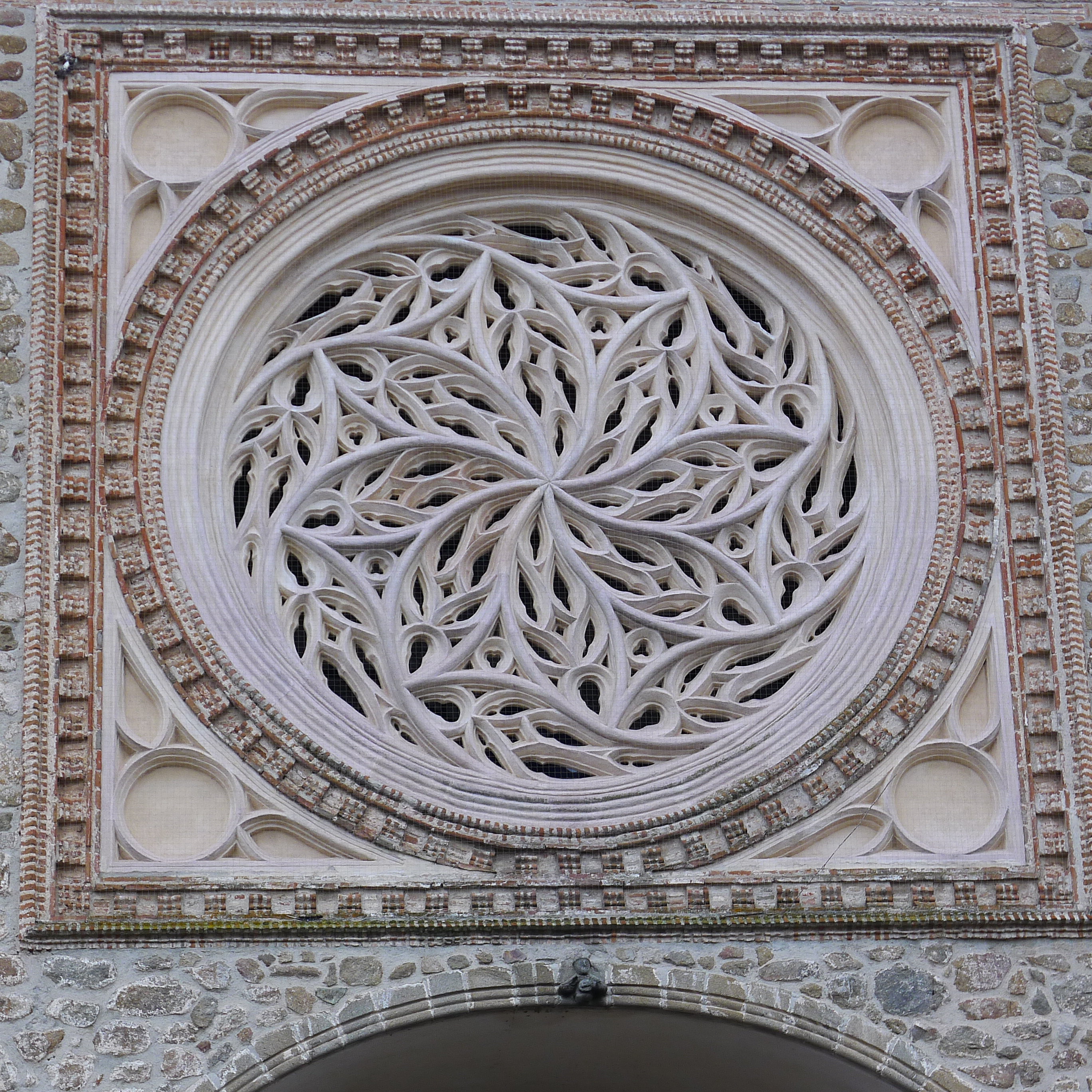
Rosetón

En el exterior, destaca su rosetón gótico flamígero fabricado con técnicas de ladrillo mudéjar en el siglo XV.[cita requerida] Los dos cuerpos superiores de la torre se construyeron a principios del siglo XVIII en estilo barroco.

## Interior
La planta del templo es rectangular, con tres naves rematadas por ábsides poligonales y sin crucero. Las tres naves están cubiertas por bóvedas de crucería, con terceletes en la nave central. 
El retablo de la capilla mayor es neoclásico, y está presidido por un lienzo de la Asunción de María de Mariano Salvador Maella. 

### Capillas
Las capillas laterales atesoran valiosas obras de arte. Entre ellas destaca, en la capilla de Santa Leocadia, el lienzo de la Aparición de Santa Leocadia a San Ildefonso y el rey Recaredo, fechado en 1592, y que es una de las escasas obras conservadas del pintor toledano Blas de Prado. 
La capilla de los Santos Mártires alberga dos monumentos funerarios góticos del siglo XV. Algunos de los lienzos datan del siglo XVI, como el del retablo de los Santos Mártires. 
El retablo de la capilla del Cristo del Mar es obra del ceramista Ruiz de Luna.
Otras capillas a destacar son la de Santa Ana o de los Reyes, la de Santa María del Pópulo y la del Cristo de los Espejos  

### Sacristía
La sacristía se construyó en el siglo XVI, y está presidida por una imagen de la Virgen del siglo XV, probablemente la que presidía el antiguo retablo mayor. 

## Claustro
El claustro se construyó en el siglo XV en estilo gótico. En él se encuentran varios monumentos funerarios del siglo XV y también está allí enterrado Fernando de Rojas (c. 1465-1541), autor de La Celestina. 

## Estatus patrimonial
Fue declarada Monumento histórico-artístico perteneciente al Tesoro Artístico Nacional mediante decreto de 3 de junio de 1931. Actualmente, está considerada Bien de Interés Cultural.

## En las artes y la cultura popular
En la colegiata de Talavera de la Reina se desarrolla el «Poema de los Canónigos de la Colegial de Talavera», incluido en el Libro de buen amor del arcipreste de Hita.